# 数寄屋造り

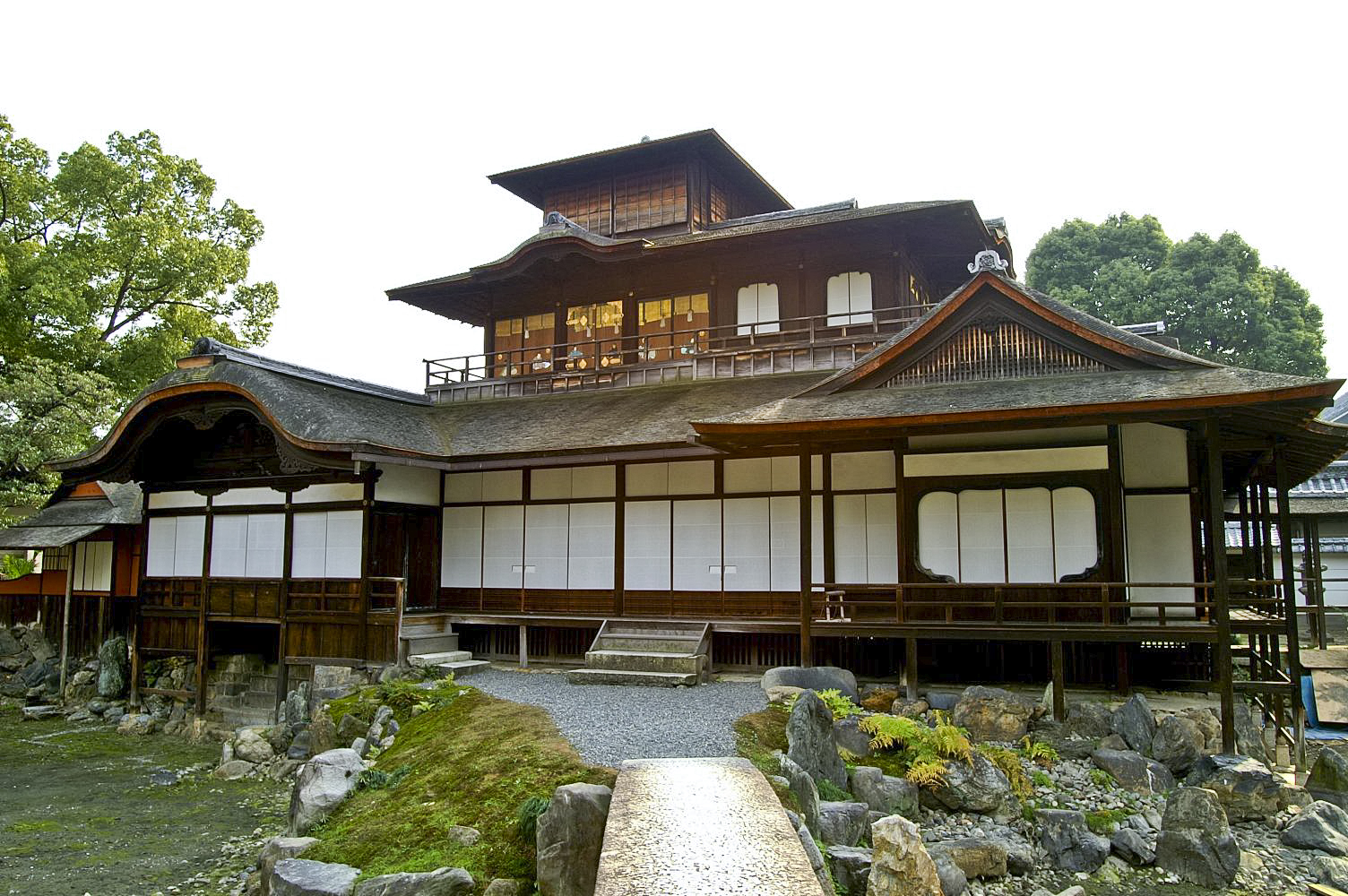
西本願寺の飛雲閣

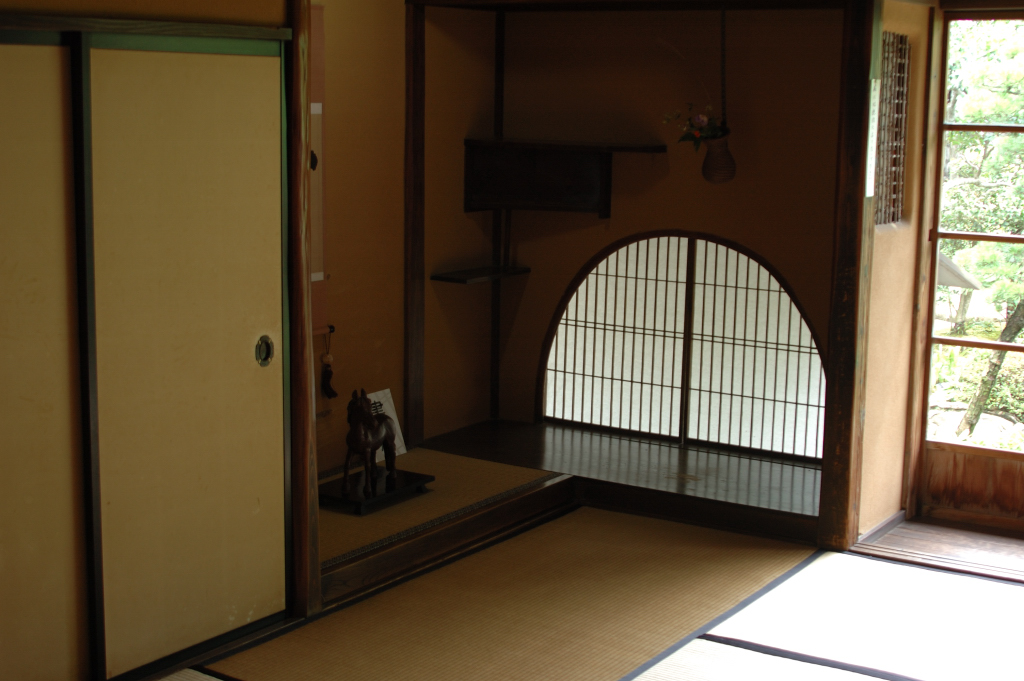
住宅の数寄屋風床の間（小泉八雲旧居）

数寄屋造り（すきやづくり）とは、日本の建築様式の一つ。一般的には茶事を好む者（あるいは広く和歌や生け花などを含めて風流を好む者）を「数寄者」と呼び、その好みにより母屋から独立して建てられた茶室のことをいう。ただし多義的で、茶事を行うための場所という意味だけでなく、公家の自由な意匠を書院造に取り入れた意匠をいうこともあり、後者の場合は茶の湯とは必ずしも結びつかない。大熊喜邦は「数寄屋」の名称は曖昧であるとして建築上の形式としては「茶式建築」の呼称を提唱した。なお漢字では「数奇屋」と表記されることもある。

## 歴史
数寄屋（数奇屋）の呼称が成立したのは近世初頭とされ、室町時代には数寄屋敷（数奇屋敷）という語があったが客間の意味であった。
安土桃山時代になり母屋と別に建てられた独特の意匠をもつ茶室が「数寄屋」と称されるようになった。『匠明』によると「茶之湯座敷」に「数寄屋」と名付けたのは堺の宗易（千利休）であるとする。
「数寄」は「数奇」とも書くが、一定の比率形式の法則を指しているともいわれ、奇数関係との関連も指摘されているが、この「数奇」の法則は口伝であったため茶書からは明らかにはなっていない。
江戸時代中期になると数寄（数奇）が俗語化し、奇品を偏愛する趣味を意味すると捉えられることを嫌い、茶書でもこれを避けようとする傾向がみられた。
近代以降、数寄屋建築は新たに「数寄者」と呼ばれた財閥や個人資産家、近代建築家、茶道の家元といった担い手のもとで発展した。

## 数寄屋独特の意匠
数寄屋建築は素材の持つ自然の風合いを生かした質素かつ洗練された意匠を特徴とする。
一般に柱や梁の角は面皮付きとする（杉面皮柱など）。長押は省くことが多いが、長押を付ける場合は磨丸太の皮付である。また、礎石には自然石を用いる。
京都の数寄屋書院では屋根は入母屋屋根であることが多く、銅板や一文字瓦で縁先まで葺きおろしていることが多い。
一方、関東では段差を付けた寄棟であることが多く、瓦葺の場合には桟瓦で軒先を万十軒瓦とすることが好まれる。

## 代表的な遺構
- 如庵（愛知県） - 独特の間取りで筋違の数寄屋や袴腰の数寄屋と称された[5]。
- 桂離宮新書院
- 修学院離宮
- 伏見稲荷大社御茶屋（重要文化財）
- 曼殊院書院
- 臨春閣（旧紀州徳川家藩別邸、三渓園へ移築）
- 角屋

京都工芸繊維大学の名誉教授で茶室や数寄屋建築の研究や建築家でしられる中村昌生は京都の数寄屋造りについて「京数奇屋名邸十撰」として以下の邸宅をあげている。野村碧雲荘、霞中庵、清流亭、對龍山荘、四君子苑、広誠院（旧広瀬家別邸）、虎山荘、山科山荘、嵯峨有心堂、土橋邸。
角川源義の元邸宅は近代数奇屋造りの邸宅として、国の登録有形文化財となっている（杉並区立角川庭園 ）。